# Ogașu Bologhii
Ogașu Bologhii este un curs de apă, afluent al râului Poneasca. 

## Hărți
- Munții Anina [nefuncțională – arhivă]
- Harta Județului Caraș-Severin